# TC Schießgraben Augsburg
Der TC Schießgraben Augsburg ist ein deutscher Tennisverein aus Augsburg. Die Herrenmannschaft des Vereins spielte von 1973 bis 1974 in der Bundesliga, die Damenmannschaft von 2011 bis 2012 in der 2. Bundesliga.

## Herrenmannschaft
Die erste Herrenmannschaft spielte in den Jahren 1973 und 1974 in der Bundesliga, stieg dann aber wieder ab und schaffte seitdem nicht mehr die Rückkehr in die höchste deutsche Liga. In den letzten Jahren spielte die erste Herrenmannschaft auf der Ebene der Bayern- oder Landesliga.

## Damenmannschaft
Der ersten Damenmannschaft gelang in der Saison 2010 der Aufstieg in die 2. Bundesliga, wo sie in den folgenden zwei Jahren spielte. In der Saison 2012 trat das Team unter dem Namen PSD Bank Schießgraben Augsburg nach ihrem in Augsburg ansässigen Sponsor PSD Bank an. Am Ende der Saison musste die Mannschaft als Letztplatzierter in die Regionalliga absteigen.